# Joshua Redman
Joshua Redman (Berkeley, Kalifornia, 1969. február 1. –) amerikai zeneszerző, szaxofonista.

## Pályafutása
Joshua Redman 1969-ben született a kaliforniai Berkeleyben. Édesapja, Dewey Redman szintén szaxofonista volt. Joshua Redman a Berkeley High Schoolon tanult. Ott Charles Hamilton iskolai szseesszzenekarában játszott. 1987-91 között a Harvard Egyetemen tanult. Ott a Berklee College of Music zenészeivel a szemeszter szünetében fellépett Delfeayo Marsalisszal.
1991-ben New Yorkban megnyerte a Thelonious Monk Nemzetközi Szaxofonversenyt. Ezt követően már olyan zenészekkel lépett fel, mint Elvin Jones, Charlie Haden, Jack DeJohnette, Pat Metheny és Roy Hargrove. 1992-ben apja Choices című albumán dolgozott. Debütáló albuma, a Joshua Redman pedig 1993-ban jelent meg. Azóta több mint tíz albumot adott ki. Az 1990-es években megalapította saját kvartettjét, 2002-ben pedig a „Joshua Redman Elastic Bandet” Sam Yahellel és Brian Blade-del.
1998-ban tagja volt a The Louisiana Gator Boys zenekarnak, többek között Eric Claptonnal és B. B. Kinggel. Gator Boys zenéje kifejezetten a Blues Brothers 2000 című filmhez készült. A 2000-es években az SFJazz Collective zenei igazgatója volt. 2007-ben jelent meg Back East című stúdióalbuma, amelyet klasszikus trió stílusban (szaxofon, basszusgitár, dob) rögzítettek, és keleti hatásokat tartalmaz.
2020-22-ben kvartettben dolgozott Brad Mehldauval, Christian McBride-dzsel és Brian Blade-el. A Where Are We (2023) című albumukon Gabrielle Cavassa énekel.
Redman soha nem zárkózott el a popzenétől. Repertoárján Prince, a The Beatles és Eric Clapton darabjai, valamint Wayne Shorter és John Coltrane, Kurt Weill egy dala a Koldusoperából is szerepelt.
Joshua Redmanre Sonny Rollins volt a legnagyobb hatással.

## Diszkográfia
- Joshua Redman (1993)
- Wish (1993)
- Moodswing (1994)
- Spirit of the Moment – Live at the Village Vanguard (1995)
- Freedom in the Groove (1996)
- Timeless Tales for Changing Times (1998)
- Beyond (2000)
- Passage of Time (2001)
- Elastic (2002)
- Momentum (2005)
- Back East (2007)
- Compass (2009)
- Walking Shadows (2013)
- Trios Live (2014)
- Nearness (Brad Mehldauval, 2016)